# Omar Cerasuolo
Omar Cerasuolo (Río Segundo, 29 de junio de 1945-ibídem, 10 de febrero de 2016) fue un periodista argentino.

## Biografía
Locutor egresado del Instituto Superior de Enseñanza Radiofónica (ISER) en 1975. Maestro Normal Nacional (Instituto Alejandro Carbó, Córdoba, 1964). Inició su actividad en las radios Radio El Mundo y Radio Antártida . En 1975 empezaría a trabajar con Carlos Ulanovsky y posteriormente de Adolfo Castelo. Fue Conductor de diversos ciclos radiales entre los que se destacan: Los intérpretes (Radio Antártida, 1977-1989), Una mañana para todos (FM Horizonte, 1984-1995) y La noche que me quieras (Los 40 Principales, 1991-1995), entre otros. También trabajó en otras radios como Radio Rivadavia,Radio Continental y se destacó en Radio Nacional Folkórica donde condujo el programa Malambo. Publicó entre otros, los libros Xanaes de poemas y relatos, Máximas, que reúne sentencias y moralejas, Cartas a la radio y Palabras esenciales y editó 10 discos compactos, entre ellos: La noche que me quieras y Que doloroso es amar. Ganó 5 Premios Martín Fierro y 2 Santa Clara de Asís por su labor en radio.

## Reconocimientos
En 2009 recibió el Premio Fondo Nacional de las Artes (PK) a la Trayectoria. 

## Fallecimiento
Falleció el 10 de febrero de 2016 a los 70 años.